# ВЕС Лінн/Іннер-Даусінг
ВЕС Лінн/Іннер-Даусінг (англ. Lynn and Inner Dowsing Wind Farms) — британська офшорна вітроелектростанція у Північному морі біля узбережжя Англії.
Місце для розміщення ВЕС обрали за 5 км від Скгнесс (Лінкольншир). Тут у 2000-х роках оформили дозвільні документи на дві ліцензійні ділянки — Лінн та Іннер-Даусінг, які в підсумку придбала компанія Centrica, котра й реалізувала проект як єдину станцію.
У квітні 2006-го за допомогою самопідіймального судна Jumping Jack провели тестове встановлення монопалі (діаметр 2 метри, довжина 65 метрів, вага 165 тон), заглибивши її на 35 метрів під морське дно. Наступного року спеціалізоване судно MPI Resolution виконало роботи зі спорудження фундаментів, при цьому для досягнення палями потрібної глибини на додаток до забивання гідравлічним молотом провадились бурові роботи. У 2008-му це ж судно змонтувало власне вітрові турбіни, що дозволило повністю ввести станцію в експлуатацію у жовтні 2009 року.
В межах проекту проклали 72 км кабелів, розрахованих на роботу під напругою 36 кВ. З них 32 км для обв'язки окремих турбін та 40 км для подачі електроенергії на суходіл. Ці роботи виконало кабелеукладальне судно UR101.
Станція складається із 54 вітрових турбін компанії Siemens типу SWT-3.6-107 одиничною потужністю 3,6 МВт та діаметром ротора 107 метрів. Їх змонтували на баштах висотою 85 метрів в районі з глибинами моря від 6 до 13 метрів.
Вартість проекту склала 300 млн фунтів стерлінгів.
Можливо відзначити, що поряд розташована інша ВЕС, споруджена тією ж компанією Centrica — Lincs. Кілька турбін з її складу останньої навіть розмістили на ліцензійних ділянках Lynn/Inner Dowsing.